# Албатрос C.III
Албатрос C.III (нем. Albatros C.III) је једномоторни, двокрили, двоседи, вишенаменски авион које је у току Првог светског рата развила и производила немачка фирма Albatros Flugzeugwerke. Коришћен је првенствено као извиђачки, школски, лаки бомбардер или као двоседи ловачки авион. Настао је побољшањем свог претходника Албатрос C.I  а на крају је произведен у већем броју него било који други Албатрос типа C.

## Пројектовање и развој
Албатрос C.III је био авион робусне конструкције и лак за управљање. Најзначајнија разлика између C.III и C.I била је у измењеном вертикалном нижем стабилизатору. C.III, заобљени реп у поређењу са великим, троугластим репом C.I, што је, у комбинацији са мањом тежином, C.III дало овом авиону бољу окретност. Био је опремљен моторима Benz Bz III снаге 110  (150 ) или линијски мотор Мерцедес  са 120 kW (160 KS) и, попут бројних других двоседа коришћених током рата, глава цилиндра и издувни колектор стршили су изнад предњег трупа, ограничавајући пилотову видљивост унапред.
Извиђач, који седео у задњем кокпиту, био је наоружан са једним митраљезом Парабелум МГ14 калибра 7.92 mm (0.312 ин). Авиони C.III обично су били опремљени синхронизованим митраљезом ЛМГ 08/15 калибра 7,92 mm (0,312 инча) којим је пилот гађао кроз обртно поље елисе. C.III је такође могао да носи терет до 90 kg бомби у четири вертикалне цеви у трупу или на спољним носачима.

## Технички опис
Албатрос C.III је двокрили двоседи вишенаменски авион потпуно дрвене конструкције који се производио у Немачкој и користио за време Првог светског рата и извесно време после њега.
Труп му је углавном правоугаоног попречног пресека, полу монокок конструкције. Предњи део, у коме је био смештен мотор је био обложен алуминијумским лимом, на коме су се налазили отвори за излазак топлог ваздуха из моторског простора, а остали део трупа је био облепљен дрвеном лепенком. Труп овог авиона се истицао чистом аеродинамичном линијом. Носач мотора је био од заварених челичних цеви. Пилот је седео у првом отвореном кокпиту и био је заштићен малим ветробранским стаклом. Прегледност из пилотске кабине није била добaр јер су поглед пилоту ометали цилиндри мотора, издувне цеви и цеви система за водено хлађење мотора. У другом кокпиту је седео извиђач.
Авион је био опремљен течношћу хлађеним линијским моторима, Benz Bz III снаге 110  (150 ) или линијски мотор Мерцедес  са 120 kW (160 KS). Поред ових стандардних мотора у ограничени број авиона је уграђиван и мотор Аргус Ас III шестоцилиндрични линијски мотор снаге 180  (134 kW). Хладњак за воду се налазио са десне стране авиона. На вратилу мотора је била причвршћена двокрака, вучна, дрвена елиса, непроменљивог корака.
Крила су била дрвене конструкције пресвучена импрегнираним платном релативно танког профила. Крилца за управљање авионом су се налазила само на горњим крилима. Крила су између себе била повезана са четири пара  паралелних упорница. Затезачи су били од клавирске челичне жице. Горње крило је имало облик једнокраког трапеза, док је доње крило такође било трапезастог облика али је било мало уже од горњег. Спојеви предње ивице са бочним ивица крила су полукружно изведени. Доње и горње крило су се поклапала по својим нападним ивицама. Конструкције репних крила и вертикални стабилизатор као и кормило правца су била направљена од дрвета пресвучена платном.
Стајни орган је био класичан фиксан са осовином, а на репном делу се налазила еластична дрвена дрљача.
Авион је био наоружан са два митраљеза, један Spandau LMG 08/15 калибра 7,92 mm је био постављени испред пилота са десне стране мотора и гађао се кроз обртно поље елисе. Други митраљез Parabellum LMG-14 калибра 7,92 mm се налазио у другом кокпиту код извиђача на обртној турели. Сваки митраљез је био снабдевен са по 500 метака. Авион је могао да понесе 90 kg бомби.

## Варијанте
- C.VI - за око 300 mm (11,8 инча) краћи и 20 kg лакши, са ојачаним носачима мотора за Аргус Ас III шестоцилиндрични линијски мотор снаге 180  (134 ).
- В.2 - Варијанта хидроавиона са двоструким пловцима, мотор Мерцедес D.II, Ојачана конструкција, наоружање: Парабеллум митраљез МГ14  у кокпиту посматрача.  Испоручен само један примерак јуна 1916.

## Оперативно коришћење
Албатрос C.III је произведен у 2.271 примерак 800 је било ангажовано на фронту а остатак је коришћен као школски авион за обуку пилота. Коришћен у широком спектру улога, извиђање, фото извиђање, као лаки бомбардер и авион за пратњу бомбардера. Првих дванаест летелица отишло је на фронт у децембру 1915. Највећи број био је истовремено ангажован на фронту у августу 1916. - 354 авиона. Они су углавном повучени са прве борбене линије средином 1917, иако је настављена производња авиона за обуку. У мањем броју овај авион је користила и немачка морнарица. Поред производње у Албатросу овај авион се на основу лиценце производио још у седам фирми: Ostdeutsche Albatros Werk, B.F.W, D.F.W, Hansa, Linke-Hofman Werke, L.V.G. и Siemens-Schuckert Werke.
Пољско ваздухопловство је користила 15 Албатроса C.III у периоду 1918-1920 током пољско-совјетског рата.
Осамнаест C.III је испоручено Бугарској у августу 1916. где су коришћени до краја рата. Преостали авиони су после рата уништени 1920. године у складу са Мировним уговором. Између 1926. и 1927. године бугарска државна авионска радионица ДАР направила је од сачуваних делова и компонената уништених авиона две копије са мотором Мерцедес D.III као ДАР-2 а коришћени су као школски авиони. Поред тога је израђено још дванаест ДАР-2 авиона.

## Земље које су користиле овај авион
- Аустроугарска
- Краљевина Бугарска
- Финска
- Немачко царство
- Летонија
- Литванија
- Пољска
- Турска